# Aston Martin V12 Zagato
Aston Martin V12 Zagato – samochód sportowy klasy średniej produkowany pod brytyjską marką Aston Martin w latach 2011–2012.

## Historia i opis modelu

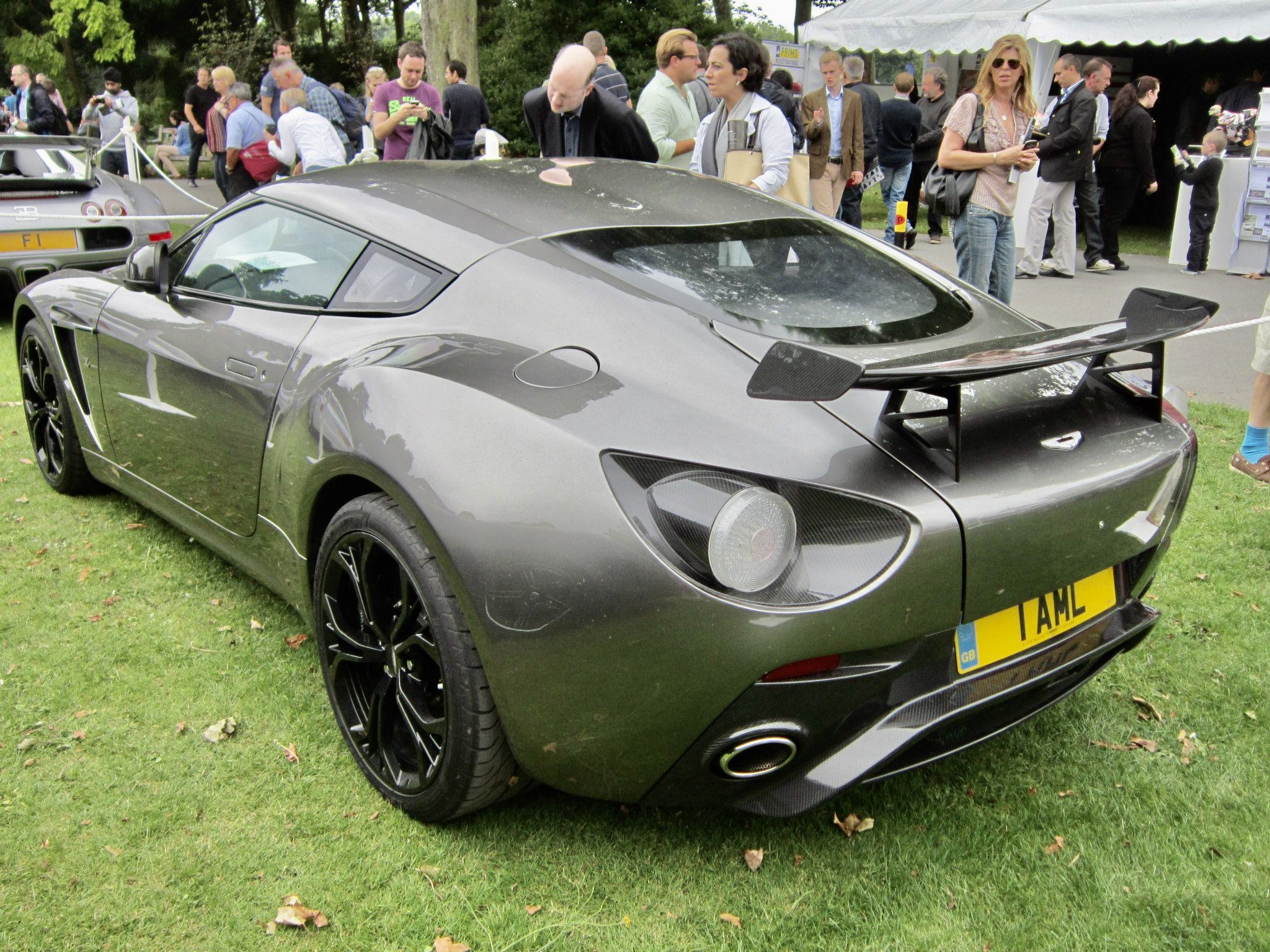
Aston Martin V12 Zagato - tył

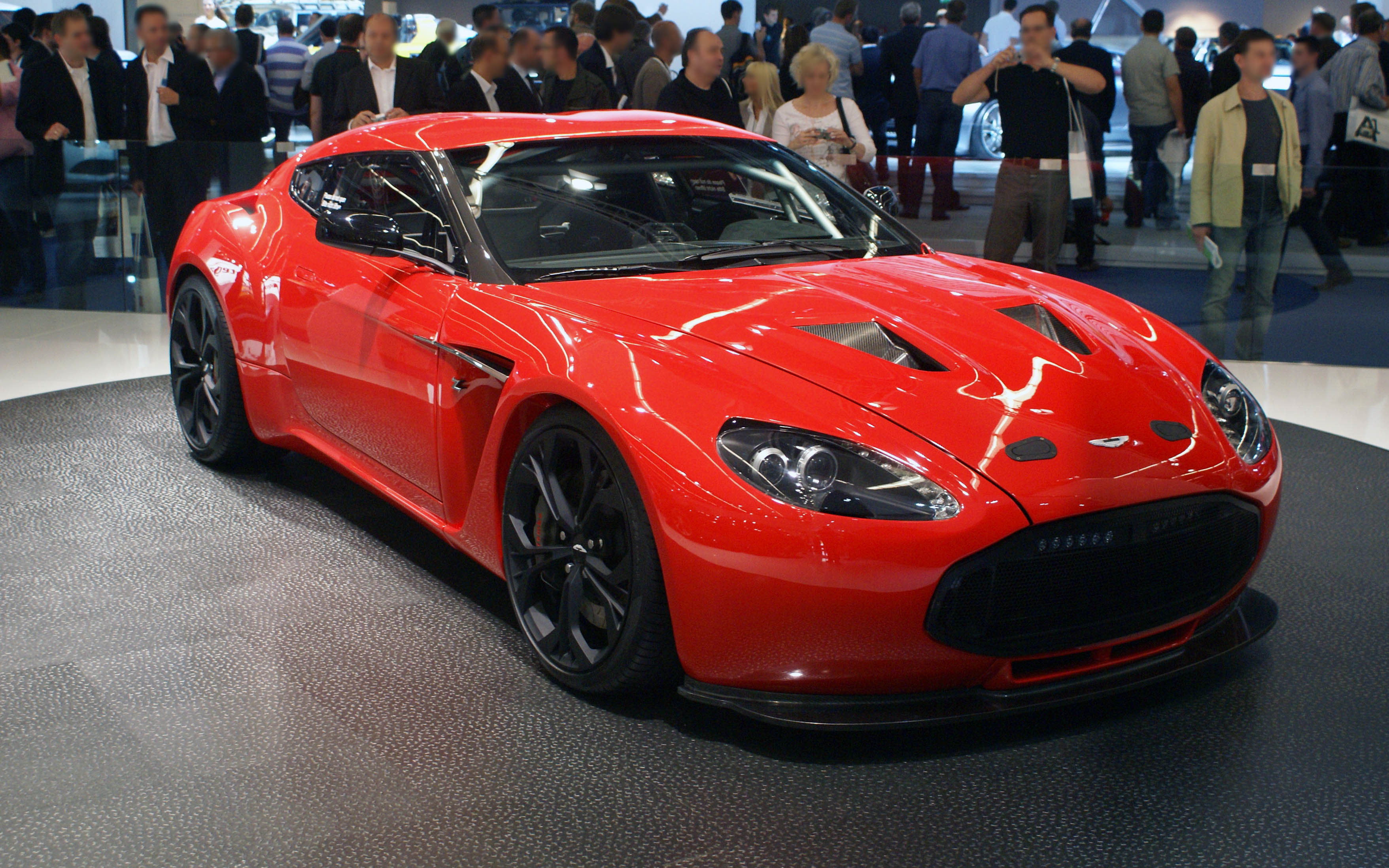
Aston Martin V12 Zagato Racing

W maju 2011 Aston Martin przedstawił kolejny wynik swojej wieloletniej współpracy z włoskim studiem projektowym Zagato w postaci sportowego modelu V12 Zagato, który powstał na bazie bardziej luksusowo nacechowanego V12 Vantage. Prezentacja samochodu odbyła się podczas corocznego wydarzenia Villa d'Este Consorso d'Eleganza nad włoskim jeziorem Como, które połączone było także z 24-godzinnym wyścigiem na niemieckim torze Nurburgring.
W stosunku do bazy samochód zachował podobny wygląd bryły nadwozia i kształt reflektorów, zyskując zarazem większy wlot powietrza, inny kształt zderzaka oraz zupełnie inną stylizację tylnej części nadwozia. Dach otrzymał typowe dla konstrukcji Zagato podwójne uwypuklenie, które wpłynęło na węższą linię okien i inaczej biegnącą linię dachu.
Zgodnie z nazwą, do napędu Astona Martina V12 Zagato wykorzystany został benzynowy silnik V12 o pojemności 6 litrów i mocy 517 KM, który charakteryzował się maksymalnym momentem obrotowym 570 Nm. Maksymalne parametry tej jednostki udało się pozyskać dzięki lekkiej konstrukcji nadwozia i podwozia, którą wykonano z wykorzystaniem włókna węglowego.

### Sprzedaż
Aston Martin V12 Zagato został opracowany jako ściśle limitowana, specjalna konstrukcja przeznaczona dla wyselekcjonowanego grona nabywców. Podczas wrześniowego salonu samochodowego IAA 2011 producent poinformował, że zbuduje 150 sztuk sportowego coupe. Cena za egzemplarz określona została jako 538 tysięcy dolarów, a pierwsze dostawy egzemplarzy odbyły się latem 2012 roku. Spośród 150 sztuk, 65 z nich zyskała specjalny pakiet stylistyczny  Racing wyrózniający się m.in. tylnym spojlerem, innymi lakierami malowania nadwozia oraz innym wykonaniem detali jak np. osłona chłodnicy. Jeden z takich egzemplarzy trafił do ponownej sprzedaży w czerwcu 2020.

### Silnik
- V12 5.9l 517 KM